# Chata Smrčník
Chata Smrčník – schronisko turystyczne, położone w czeskiej części Gór Złotych (Rychlebské hory), na północny wschód od szczytu Smrčník (799 m n.p.m.). Obiekt znajduje się na wys. 740 m n.p.m. w granicach administracyjnych wsi Lipová-lázně.

## Historia
Schronisko powstało jako inwestycja Morawsko-Śląskiego Sudeckiego Towarzystwa Górskiego (MSSGV), którego jesionicki oddział powstał w 1932 roku. Prace budowlane trwały od 1935 roku i - pomimo że uroczyste otwarcie schroniska miało miejsce w lipcu 1937 roku - na przyjęcie gości było on gotowe w 1938 roku. Jego pierwszym gospodarzem schroniska został Josef Hauke. Obiekt, nazwany Fichtensteinbaude (dosł.  budowla ze świerka i kamienia), posiadał jadalnię na sto osób, a kolejne dwieście mogło znaleźć miejsce na przyległych tarasach. Na poddaszu znajdowały się cztery duże izby mieszkalne. Szybko stał się popularnym miejscem spacerów kuracjuszy z Jesionika i Dolnej Lipowej.
Po II wojnie światowej schronisko - tak jak cały majątek MSSGV - zostało znacjonalizowane. Jego zarządcą został pan Mašek z Jesionika, a obiekt przemianowano na Chatę Smrčník. Po 1948 roku był on w zarządzie podmiotów państwowych: Zeleniny Ołomuniec (do 1968 roku), Związku Tabornickiego (do lat 70. XX wieku) oraz Socjalistycznego Stowarzyszenia Młodzieży (SSM). Podlegał również licznym przebudowom i modernizacjom: dobudowano nową jadalnię, kuchnię, a po 1969 roku - także mieszkania dla personelu i garaże, wymieniono instalację elektryczną oraz okna. Przebudowano część noclegową, zwiększając ilość miejsc do 44. Obok schroniska powstał wyciąg narciarski, zbudowano drogę, a w latach 70. XX wieku postawiono sześć domków letniskowych Inovec. W tym okresie Chata Smrčník pełniła funkcję ośrodka zbiorowego wypoczynku i szkolenia młodzieży (jadalnia miała m.in. funkcję sali lekcyjnej).
W po zmianach ustrojowych w latach 90. XX wieku i likwidacji SSM, obiekt pozostał własnością państwową, a zarządcy gospodarują nim na zasadzie najmu.

## Warunki pobytu
Chata Smrčník oferuje 36 miejsc noclegowych w pokojach 2, 3, 4 i 5-osobowych. Posiada wspólny węzeł sanitarny z prysznicami ani WC. Obiekt nie prowadzi wyżywienia w formie restauracji lub bufetu. Dla gości dostępną jest kuchnia turystyczna, natomiast dla grup powyżej 10 osób istnieje możliwość zamówienia posiłków.
Uzupełnieniem obiektu jest znajdująca się 20 metrów od niego Chatka pod Smrčníkem, gdzie znajdują się dwa 3-osobowe pokoje, węzeł sanitarny oraz aneks kuchenny.

## Dojście i dojazd
- na odcinku: Lázně Jeseník - Lipová Lázně jeskyně (st. kol) - Chata Smrčník - Pod Kopřivným (wężeł szlaków) - Oblý vrh (758 m n.p.m.) - Studený (1042 m n.p.m.) - Tři studánky (wężeł szlaków) - Przełęcz u Trzech Granic (1111 m n.p.m.)
- Chata Smrčník - przełęcz Smrčník (640 m n.p.m.), dalej   do Lipová Lázně (st. kol.) lub do Lipová Lázně jeskyně (st. kol)

Dojazd samochodem jest możliwy od drogi krajowej nr 60, zjazd w rejonie przystanku Lipová Lázně jeskyně.